# Västbacken
Västbacken är ett litet kustsamhälle i Tanums kommun, i Bohuslän, Västra Götalands län. Från 2015 är Västbacken en del av småorten Raftötången.
Västbacken ligger vid Sannäsfjorden mynning, mellan Havstenssund och Resö. Strax söder om Västbacken, tvärs över Sannäsfjordens mynning, ligger ön Havsten med sitt 60 meter höga berg.
Västbacken har idag några tiotal åretruntboende innevånare. Tidigare var befolkningen betydligt större. Det har funnits en Konsumbutik i samhället, den startade under de första åren på 1940-talet och fanns kvar fram till augusti 1967.
I en stor vit byggnad nordväst om samhället fanns tidigare en fiskmjölsfabrik. Fabriksbyggnaden uppfördes och verksamheten startade i mitten av 1940-talet. Produktionen uppförde år 1970-71. Även under de sista produktionsåren utfördes transporter till och från fabriken med fraktfartyg. De sista transporterna svarade den finska jakten Rut (ca 200 dwt) för. Idag används byggnaden och området kring den av Sjöfartsverket, som förråd för bojar och andra sjömärken.